# Dangutė Ambrasienė
Dangutė Ambrasienė-Sadaunykaitė (* 4. Mai 1953 in Vilnius) ist eine litauische Juristin, Zivilrichterin am Litauischen Obersten Gericht und Professorin der Mykolas-Romer-Universität.

## Leben
Nach dem Abitur 1971 studierte Ambrasienė bis 1977 Jura an der Universität Vilnius und 1982 promovierte sie nach der Aspirantur zum Kandidaten der Rechtswissenschaften. 
Von 1980 bis 1986 war sie Hochschullehrerin am Institut für Pädagogik in Vilnius, ab 1986 an der Vilnius-Fakultät der Hochschule Minsk (von 1978 bis 1990, seit 1990 Litauische Polizeiakademie, seit 1997  Litauische Rechtsakademie, seit 2000 Lietuvos teisės universitetas, seit 2004 Mykolo Romerio universitetas). Seit 2008 ist sie Professorin. Von 1995 bis 1998 leitete sie die Law Firm „Regija“ und war Rechtsanwältin. Seit 1999 ist sie Richterin der Abteilung für Zivilsachen am Litauischen Obersten Gericht.
Ambrasienė ist verheiratet.

## Bibliografie
- Haftung des Frachtführers nach der Internationalen Vereinbarung über Beförderungsverträge auf Straßen und ihre Versicherung // Vežėjo civilinė atsakomybė pagal Ženevos tarptautinio krovimų vežimo keliais sutarties konvenciją ir jos draudimas, mit Edvardas Sinkevičius, 2004 m.
- Zivilrecht. Schuldrecht // Civilinė teisė. Prievolių teisė. Vadovėlis aukštosioms mokykloms. su kitais, 2004 m. 3 leid. 2006 m.